# Зернолуск чорноголовий
Зернолу́ск чорноголовий (Saltator atriceps) — вид горобцеподібних птахів родини саякових (Thraupidae). Мешкає в Мексиці і Центральній Америці.

## Опис
Довжина птаха становить 24-28 см, вага 85 г.Виду не притаманний статевий диморфізм. Голова попелясто-сіра, над очима білі "брови". Верхня частина тіла жовтувато-зелена, нижня частина тіла сірувата, нижні покривні пера хвоста жовтувато-коричневі. Горло біле, окаймлене чорними "вусами". Дзьоб товстий, чорний, лапи коричневі.

## Підвиди
Виділяють шість підвидів:
- S. a. atriceps (Lesson, R, 1832) — від східної Мексики до Гватемали і східної Коста-Рики;
- S. a. suffuscus Wetmore, 1942 — південно-східна Мексика (схід Веракрусу);
- S. a. flavicrissus Griscom, 1937 — південно-західна Мексика (від Герреро до центральної Оахаки);
- S. a. peeti Brodkorb, 1940 — південно-західна Мексика (східна Оахака і Чіапас);
- S. a. raptor (Cabot, S, 1845) — півострів Юкатан;
- S. a. lacertosus Bangs, 1900 — східна Коста-Рика і Панама (на схід до зони каналу).

## Поширення і екологія
Чорноголові зернолуски мешкають в Мексиці, Белізі, Гватемалі, Гондурасі, Сальвадорі, Нікарагуа, Коста-Риці і Панамі. Вони живуть на узліссях сухих і вологих тропічних лісів, в садах і на плантаціях, в заростях на берегах річок і озер. Зустрічаються на висоті до 1800 м над рівнем моря. Іноді приєднуються до змішаних зграй птахів. Живляться плодами, нектаром і комахами. В кладці 2 блакитнуватих яйця, поцяткованих чорними плямками.